# Фомін Євген Павлович
Євген Павлович Фомін (27 грудня 1910, Каховка — 5 листопада 1942, Київ) — український поет.

## Біографія
Рано залишився сиротою: у 1919 році батько, який очолював партизанський загін на Херсонщині, був розстріляний німцями. Мати поета померла через два роки.
Навчався в Харківському Педагогічному інституті, з 1935 року жив у Києві. За другої світової війни був фронтовим кореспондентом газет. Навесні 1942 року працював у прифронтовій зоні Донбасу й улітку опинився в оточенні. Нелегально перебрався до Києва, де мешкав у знайомих, але був заарештований гестапо. На пропозицію співпраці з окупаційною адміністрацією Фомін не пристав. Восени 1942 року його було розстріляно у Бабиному Яру.

## Творчість
Вірші почав писати з середини 1920-х років, співпрацював з літературно-громадським часописом «Молодняк». Опубліковані збірки «Поезії» (1927), «Засідання героїв» (1932), «Лірика» (1938), поема «Трипільська трагедія» (1929), казка для дітей (спільно з А. Шияном) «Івасик-Телесик» (1941) тощо. На початку війни вийшла нова збірка поезій «Кров за кров» (1942), до якої увійшла також і поема «Василь Боженко». Посмертно опубліковано «Вибране» (1956, 1958, 1963).